# Выборы в Латвии
Выборы в Латвии включают в себя парламентские выборы, выборы самоуправлений, выборы в Европейский парламент, а также референдумы. Организацией выборов занимается Центральная избирательная комиссия. Президент Латвии избирается Сеймом, а не гражданами.

## Парламентские выборы
В Сейм входят 100 депутатов, которые избираются каждые четыре года по партийным спискам. Минимальный порог для прохождения партии в Сейм составляет 5 %. Распределение мандатов осуществляется по пропорциональной системе, по методу Сент-Лагю. В Латвии действует многопартийная политическая система, поэтому даже победитель выборов, как правило, вынужден создавать коалиционное правительство, а в некоторых случаях остаётся в оппозиции.

## Референдумы
Конституция Латвии предписывает проведение референдумов по вопросам:
- созыва Сейма (статья 14)
- присоединения к ЕС (статья 68)
- принятия изменений в условия сохранения членства ЕС, если это поддержит более половины Сейма (статья 68)
- принятия законов, отклонённых Президентом (статья 72)
- внесения изменений в Конституцию для принятия закона (статья 78)
- Одна десятая избирателей имеет право инициировать национальный референдум о созыве Сейма. Необходимая явка — две трети избирателей, участвовавших в предыдущих парламентских выборах. Конституция ограничивает сроки проведения референдума: он не может быть проведён за год до парламентских выборов, за полгода до президентских выборов, через год после парламентских выборов или через полгода после последнего подобного референдума. Единственный подобный референдум был проведён в 2011 году о роспуске парламента.
- В определённых случаях Президент или одна треть Сейма могут заблокировать рассмотрение закона на два месяца. По этому закону будет проведён референдум, если за два месяца одна десятая избирателей потребует его провести, за исключением тех случаев, когда Сейм примет закон при поддержке более трёх четвертей депутатов. Необходимая явка — половина от числа избирателей на последних выборах. Если необходимая часть избирателей не потребует провести референдум, то закон будет принят. Подобные референдумы проводились в 1998 году (о латвийском гражданстве), в 1999 году (о пенсиях) и в 2007 году (о законах в области безопасности).
- На референдумах нельзя рассматривать вопросы бюджета, налогов, воинского призыва, объявления войны, заключения мира и соглашений с другими государствами.
- Одна десятая избирателей может потребовать провести референдум о внесении в Конституцию изменений для принятия закона. Если Сейм не поддержит изменения и не примет закон, то вопрос будет вынесен на референдум. В определённые части Конституции можно вносить изменения только путём референдума. Абсолютное большинство голосов (вне зависимости от явки) необходимо для внесения поправки в Конституцию или принятия закона. Исключение относится только к членству в ЕС (необходимо участие более половины избирателей с предыдущих парламентских выборов). В 2008 и 2012 годах проводились конституционные референдумы, соответственно, по праву граждан инициировать роспуск Сейма и по признанию русского вторым государственным языком. В 2003 и 2008 годах проводились референдумы по вступлению Латвии в ЕС и по закону о пенсиях.

В истории независимой Латвии состоялось всего 13 референдумов: 4 из них прошли с 1923 по 1934 годы, 9 — с 1991 года:
- Опрос о независимости Латвии (1991)
- Референдум о поправках к закону о гражданстве (1998)
- Референдум об отмене поправок к закону о пенсиях (1999)
- Референдум о вступлении в ЕС (2003)
- Референдум о поправках к закону о государственной безопасности (2007)
- Референдум о праве инициировать роспуск парламента (2008)
- Референдум о поправках к закону о пенсиях (2008)
- Референдум о роспуске Сейма (2011)
- Референдум о втором государственном языке (2012)

## Выборы в Европейский парламент
Как и другие страны ЕС, Латвия участвует в выборах в Европарламент, которые проходят каждые пять лет. С момента вступления Латвии ЕС в 2004 году, такие выборы проводились четыре раза:
- 2004
- 2009
- 2014
- 2019

## Выборы самоуправлений
Каждые четыре года жители Латвии выбирают депутатов самоуправлений по партийным спискам. Право голоса имеют граждане Латвии и других стран ЕС старше 18 лет. Голосовать избиратель имеет право только в том самоуправлении, где он был зарегистрирован за 90 дней до выборов или там, где ему принадлежит недвижимость. С 1991 года в Латвии выборы самоуправлений проходили 10 раз.